# Scott Hesse
Scott Hesse (* um 1970) ist ein US-amerikanischer Jazzgitarrist.

## Leben und Wirken
Hesse wuchs in Sioux City, Iowa auf, wo er mit 14 Jahren begann, Gitarrenspiel zu lernen. Bald darauf trat er mit der Territory Band seines Vaters im Mittleren Westen auf. Nach seinem High-School-Abschluss 1989 studierte er an der Eastern Illinois University bei Henry Butler. 1994 zog er nach New York City, wo er seine Studien an der Manhattan School of Music bei Rodney Jones fortsetzte. Den Bachelor of Arts in Cultural Studies erwarb er am  Empire State College in New York und den Master in Jazz-Komposition an der DePaul University in Chicago. In New York trat er in verschiedenen Jazzclubs wie dem Sweet Basil, Smalls sowie im Central Park auf. Im Laufe seiner Karriere spielte er u. a. mit Pete Yellin, Benny Powell, Harold Mabern, Dennis Mackrel, Mark Egan, Akira Tana, Grady Tate, Brad Mehldau, Ira Coleman, Mark Turner, Myron Walden, Stefon Harris, Regina Carter, Cameron Brown, Judi Silvano, Andy Bey, Philip Harper, Teodross Avery und David Amram.
Hesse unterrichtete am Dutchess Community College in Poughkeepsie, der State University of New York (SUNY) in New Paltz und an der The New School in Manhattan, außerdem auf dem Sommer-Jazzcamp der University of Okoboji in Iowa. Seit 2004 lebt er in Chicago, wo er u. a. mit Isaiah Spencer, Fred Anderson, Ari Brown, Greg Ward, Vincent Davis, Edward Wilkerson, Malachi Thompson, Harrison Bankhead, Tatsu Aoki, Dee Alexander, Junius Paul (Ism, 2019) und Corey Wilkes (Cries from Tha Ghetto 2008) arbeitete und regelmäßig in der Velvet Lounge auftritt, außerdem in Spielstätten wie The Jazz Showcase, The Green Mill, Andy’s, Hothouse, Katerina’s, The Cultural Center und auf dem Chicago Jazz Festival. Im Bereich des Jazz war er zwischen 1997 und 2021 an 22 Aufnahmesessions beteiligt. Zu hören ist er u. a. auch auf Geof Bradfields Album Quaver (2023).

## Diskographische Hinweise
- Music Speaks (2008), u. a. mit Greg Ward
- The Flame Within the Fire (Orchard, 2010), u. a. mit Sebastian Weiss
- Intention (2023), mit Clark Sommers, Dana Hall